# La Neuville-au-Temple
La Neuville-au-Temple es una comuna nueva francesa situada en el departamento de Marne, de la región de Gran Este.

## Historia
Fue creada el 1 de enero de 2025, en aplicación de una resolución del prefecto de Marne de 26 de septiembre de 2024 con la unión de las comunas de Dampierre-au-Temple y Saint-Hilaire-au-Temple, pasando a estar el ayuntamiento en la antigua comuna de Saint-Hilaire-au-Temple.

## Demografía
Según los datos aportados en la resolución del prefecto de Marne, la comuna se crea con 602 habitantes.

## Composición
| Comuna delegada         | Código INSEE | Población (2022) | Superficie (km²) | Densidad (hab./km²) |
| ----------------------- | ------------ | ---------------- | ---------------- | ------------------- |
| Dampierre-au-Temple     | 51205        | 270              | 10.26            | 26                  |
| Saint-Hilaire-au-Temple | 51485        | 304              | 6.15             | 49                  |